# بيتر دان (سياسي)
بيتر دان (بالإنجليزية: Peter Dunn)‏ هو فلاح وسياسي أسترالي، ولد في 1935. حزبياً، نشط في حزب أستراليا الليبرالي (فرع جنوب أستراليا) ‏. وقد انتخب President of the South Australian Legislative Council ‏ (10 فبراير 1994 – 10 أكتوبر 1997) وانتخب عضو مجلس جنوب أستراليا التشريعي وقد انضم خلال فترته النيابية (6 نوفمبر 1982 – 10 أكتوبر 1997) للكتلة البرلمانية حزب أستراليا الليبرالي (فرع جنوب أستراليا) ‏.